# Jodła syberyjska
Jodła syberyjska (Abies sibirica) – gatunek drzewa wiecznie zielonego należącego do rodziny sosnowatych. Zasięg tego gatunku jest największy z jodeł – obejmuje rozległe obszary północnej Rosji od Kamczatki na wschodzie, po Mandżurię i Turkiestan na południu, w strefie klimatu zimnego i chłodnego. Mimo że w obrębie naturalnego zasięgu znosi silne mrozy, sadzony w Europie przemarza z powodu spóźnionych przymrozków, ponieważ zbyt szybko rozwija tu pączki. W efekcie w Europie jest gatunkiem krótkowiecznym i źle rosnącym.

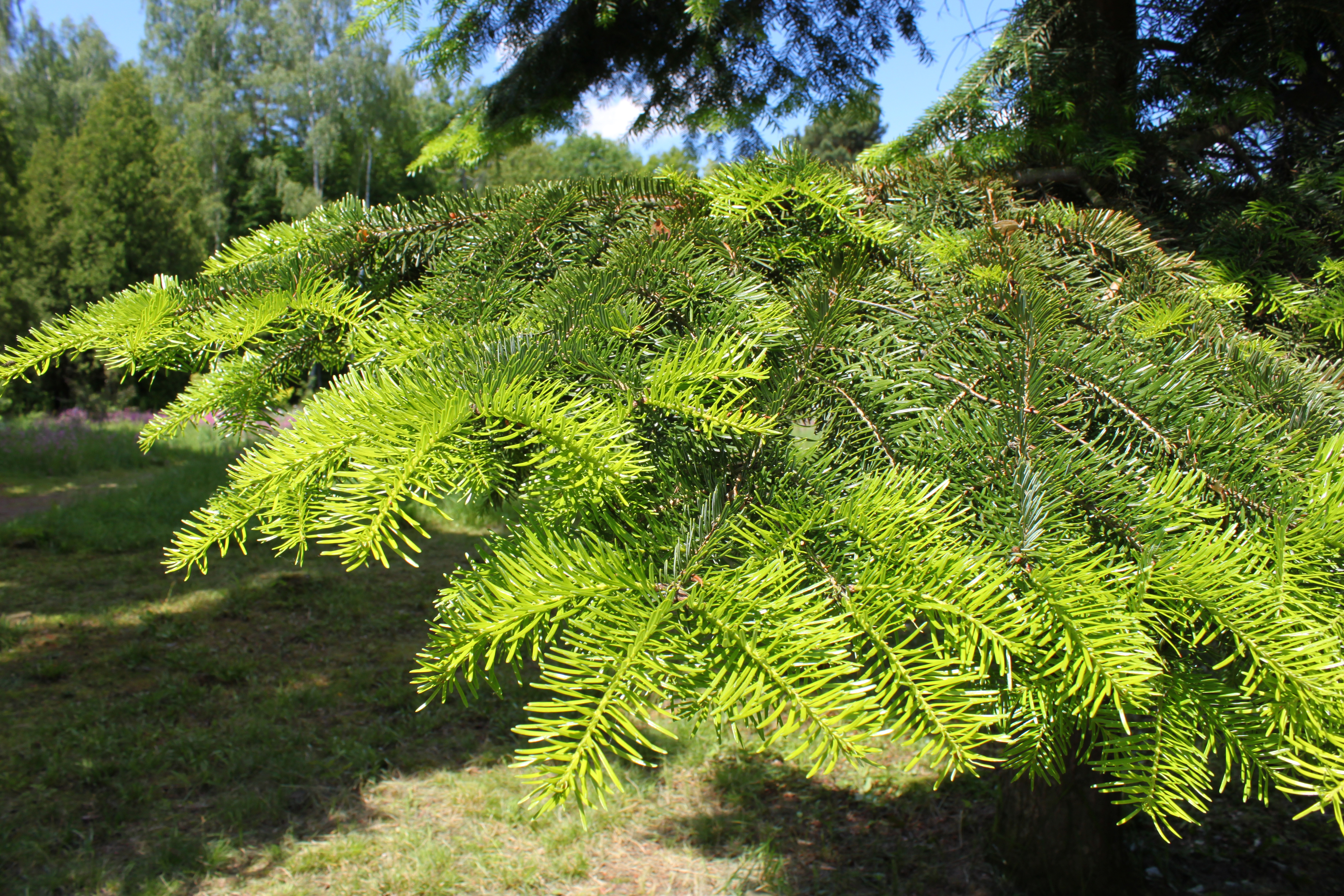
Młode przyrosty pędów

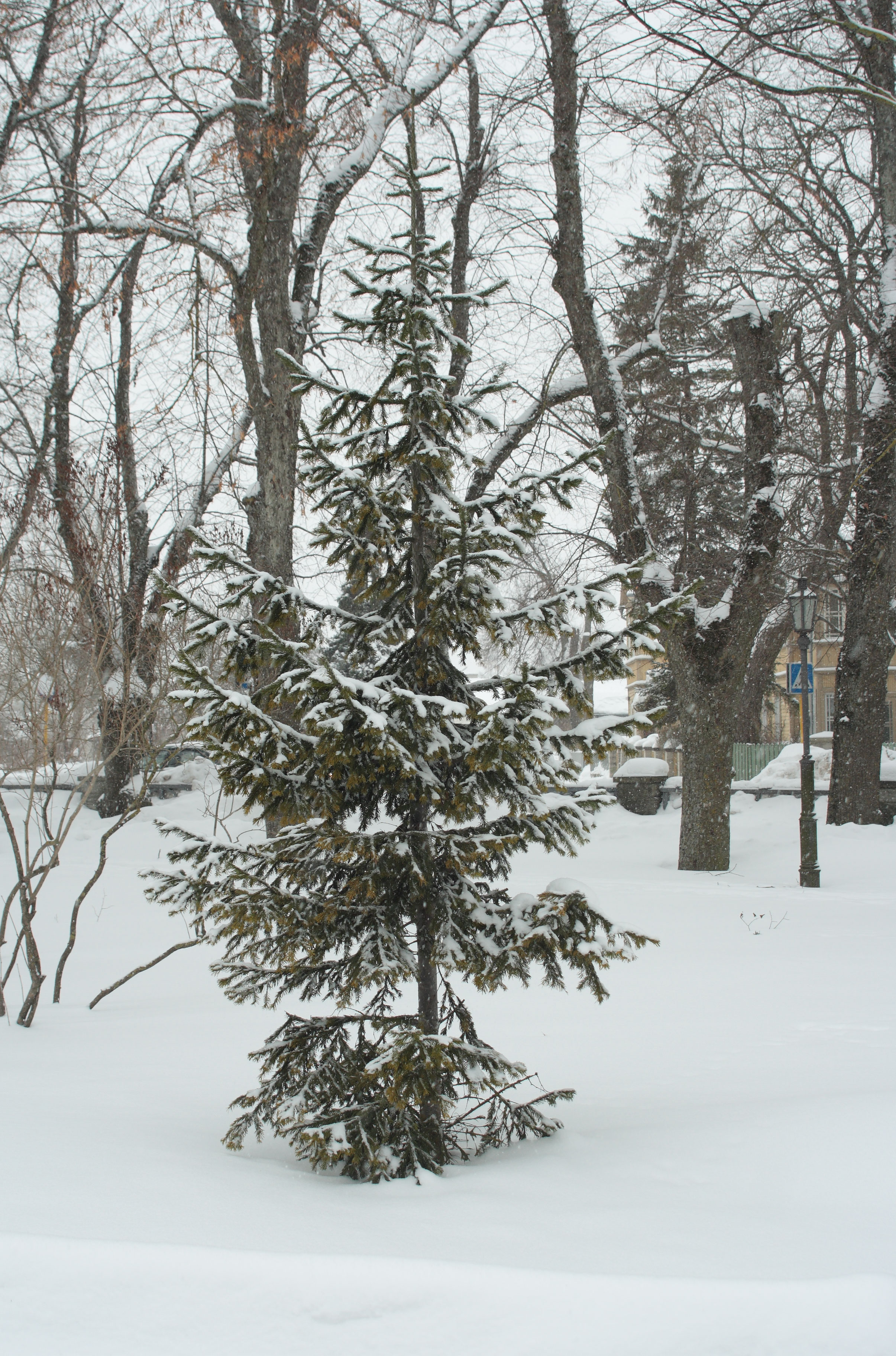
Marny i skarłowaciały pokrój drzewa, typowy dla warunków klimatycznych panujących na kontynencie europejskim

 Z młodych pędów jest wytwarzany olejek pichtowy (z rosyjskiego pichta).

## Morfologia
PokrójDrzewo dorastające do 30 metrów wysokości i średnicy pnia do 0,5 metra. Korona wąskostożkowata, z ostrym wierzchołkiem.
LiścieIgły długości 20–35 mm i średnio 1 mm szerokości, miękkie i spłaszczone, niekłujące. Od góry zielone, od spodu białawo-zielonkawe z niepozornymi paskami aparatów szparkowych. Igły ułożone są skośnie do przodu, zakrywając od góry gałązki.
SzyszkiCylindryczne, w czasie dojrzewania barwy niebieskawe, po dojrzeniu jasnobrązowe, długości od 5 do 8 cm i szerokości ok. 2,5 cm.